# 我们是委内瑞拉运动

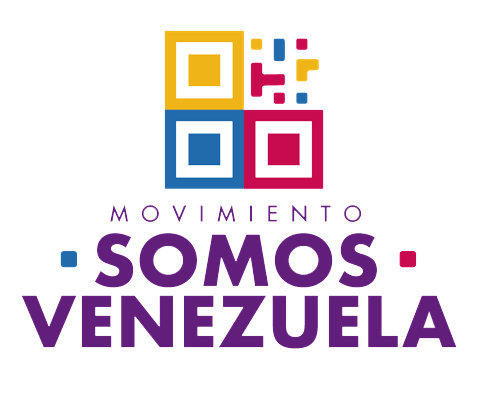
我们是委内瑞拉运动标志

我们是委内瑞拉运动（西班牙語：Movimiento Somos Venezuela，缩写为MSV）是委内瑞拉的一个左翼政党。该党成立于2008年5月6日，当时取名为新革命道路；2018年1月29日，改用现名。该党的意识形态是社会主义、反帝国主义、反资本主义和左翼民族主义。该党的主席是德尔西·罗德里格斯，总部位于加拉加斯。该党是西蒙·玻利瓦尔大爱国极点和圣保罗论坛的成员。该党曾加入玻利瓦尔人民大会。